# Udías
Udías – gmina w Hiszpanii, w prowincji Kantabria, w Kantabrii, o powierzchni 19,64 km². W 2011 roku gmina liczyła 852 mieszkańców.